# Walter Hülse

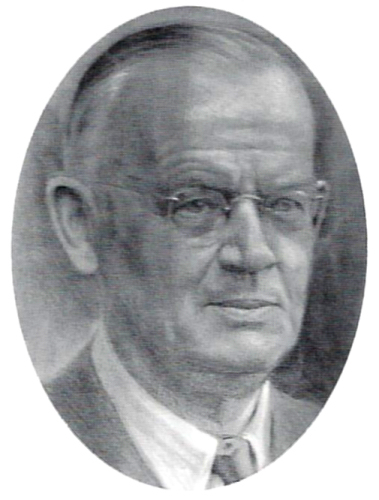
Walter Hülse

Walter Hülse (* 16. August 1887 in Guttenfeld, Südmähren; † 1958 (?)) war ein deutscher Mediziner. 1945/46 war er Vizepräsident der Provinz Sachsen.

## Leben
Walter Hülse studierte an der Albertus-Universität Königsberg Medizin und diente als Einjährig-Freiwilliger. 1914 wurde er von der Universität Königsberg zum Dr. med. promoviert. Im selben Jahr wurde er zum Deutschen Heer eingezogen. Er erlitt eine Verwundung. Bis Kriegsende arbeitete er als Assistent am Pathologischen Institut der Schlesischen Friedrich-Wilhelms-Universität. Von 1919 bis 1923 war er Assistenzarzt an der Medizinischen Universitätsklinik Halle, wo er sich im Jahre 1922 habilitierte. Er war zwischen 1923 und 1932 an der Universitätsklinik Halle Oberarzt und wurde 1926 zum nichtbeamteten a.o. Professor ernannt. Von 1929 bis 1932 war er Mitglied der Deutschen Volkspartei. Ab 1933 war Hülse Leiter der Inneren Abteilung des St.-Elisabeth-Krankenhauses in Halle und dort ab 1936 Ärztlicher Direktor. 
1944 wurde Hülse nach dem 20. Juli 1944 von der Gestapo verhaftet, aber später wieder aus der Haft entlassen. Nach Kriegsende gehörte er zu einer Gruppe von Hallenser Bürgern, die durch Verhandlungen die kampflose Übergabe der Stadt an die US-Truppen erreichte. Als vom Nationalsozialismus unbelasteter und parteiloser Bürger wurde er 1945 von der Militärregierung als Vizepräsident der Provinz Sachsen eingesetzt. Er zog sich 1946 aus der Politik zurück und wirkte als Professor an der Martin-Luther-Universität Halle-Wittenberg. 1951 flüchtete er aus der Deutschen Demokratischen Republik nach Westdeutschland. In Bad Neuenahr erwarb er das Park-Sanatorium für Stoffwechselerkrankungen, das er bis zu seinem Tode leitete.
Die Walter-Hülse-Straße in Halle ist nach ihm benannt.